# Cầu Cửa Lấp
Cầu Cửa Lấp là một cây cầu bắc qua sông Cỏ May, nối thành phố Vũng Tàu với huyện Long Điền thuộc tỉnh Bà Rịa – Vũng Tàu.
Cầu nằm trên tuyến đường ven biển Vũng Tàu - Long Hải - Bình Châu. Đầu cầu phía tây thuộc phường 12, thành phố Vũng Tàu, còn đầu cầu phía đông thuộc xã Phước Tỉnh, huyện Long Điền.
Cầu có kết cấu bê tông cốt thép dự ứng lực. Chiều dài cầu là 721,95 m, chiều rộng là 12 m.
Công trình được khởi công vào năm 2002. Đến năm 2004, cầu được đưa vào sử dụng, giúp rút ngắn khoảng cách đi lại giữa hai địa phương Vũng Tàu và Long Điền so với lộ trình trước đó phải đi vòng qua thị xã Bà Rịa.